# Brgule (kanton zenicko-dobojski)
Brgule – wieś w Bośni i Hercegowinie, w Federacji Bośni i Hercegowiny, w kantonie zenicko-dobojskim, w gminie Vareš. W 2013 roku liczyła 13 mieszkańców, z czego większość stanowili Serbowie.